# 北大年
北大年市，通称北大年，是泰国南部的一个自治市，位于马来半岛东北部，北大年河口，该市也是北大年府、北大年府治县的治所駐地，在1902年以前，当地也是北大年苏丹国的首府:18。